# Seznam letalskih instrumentov
Seznam letalskih instrumentov.

## I
- ILS

## K
- kontrolnik leta
- kompas

## M
- merilnik hitrosti letala

## U
- umetni horizont

## V
- višinomer
- variometer